# 高知県競馬組合
高知県競馬組合（こうちけんけいばくみあい）は、高知競馬場で地方競馬を主催する一部事務組合である。高知県及び高知市で構成される。

## 沿革
- 1967年 - 12月に高知県および高知市、南国市、土佐市、窪川町、大津村、日高村をもって高知県競馬組合を設立。
- 1969年 - 高知県と高知市以外の自治体の開催権が消滅し、高知県競馬組合は高知県と高知市のみの構成となる。
- 1973年 - 外厩制度の禁止などに伴い、高知市長浜地区に競馬場新設を決定。
- 1975年 - 新競馬場建設のため財団法人高知県競馬施設公社を設立。
- 1985年 - 3月に桟橋競馬場を廃止し、4月より新競馬場開設。高知市はりまや町にはりまや場外サービスセンターを開設。
- 1986年 - 高知市本町に堀詰場外サービスセンターを開設。
- 1988年 - はりまや場外サービスセンター廃止。
- 1993年 - 高知市本町の堀詰場外サービスセンターを改築。パルス高知を開設。
- 1996年 - 宿毛市和田にパルス宿毛を開設。
- 2003年 - 負債88億円を一旦清算し、餞別金制度廃止と2003年度以降の黒字確保を条件に存続が認められる。

連敗馬ハルウララが全国的な話題となり、一時的に危機を脱する。
- 2004年 - 徳島県藍住町にパルス藍住を開設。（大井競馬場と共同設置）
- 2007年 - ダートグレード競走・黒船賞開催のために「かいばおけ支援金」を募り、4月に同レースを実施。
- 2008年 - 2003年以降の通算で赤字が確定するも、財政調整基金を充当して存続が認められる。

薄暮開催を試験的に実施。
- 2009年 - ナイター設備を整備し、7月24日から愛称「夜さ恋ナイター」でナイター競馬を開催。通年でナイター競馬を開催することは全国初の試み。
- 2016年 - 過去最高の売得金（253億3177万4200円）を達成した[1]。その後、4年連続でレコード更新を続けている[2]。
- 2021年 - 1月19日に1日の売上レコードを達成した（11億6114万7200円）[3]。翌20日には更に売上レコードを更新し、初めて12億円を突破した（12億6023万700円）[4]。
- 2024年 - 3月24日、高知競馬の競走において、所属騎手の塚本雄大が落馬事故により殉職した。同競馬場でのレース中の落馬事故による騎手の殉職者は初めてとなった[5][6]。

## 優秀競走馬表彰
2018年より年間で優秀な成績を収めた馬を、部門別に専門紙記者等で構成された選考委員会の協議により決定し、高知県競馬組合から表彰している。
- 年度代表馬
- 最優秀2歳馬
- 最優秀3歳馬
- 最優秀4歳以上馬
- 最優秀牝馬
- 特別優秀馬

### 年度代表馬一覧
| 年   | 馬名               | 性齢  | 重賞勝ち鞍（受賞年のみ）                                                                             |
| ---- | ------------------ | ----- | --- |
| 2018 | ティアップリバティ | 牝5   | 大高坂賞・福永洋一記念・高知県知事賞                                                                 |
| 2019 | サクラレグナム     | 牡10  | 大高坂賞・黒潮スプリンターズカップ・御厨人窟賞                                                       |
| 2020 | スペルマロン       | せん6 | 黒潮スプリンターズカップ・珊瑚冠賞・黒潮マイルチャンピオンシップ・高知県知事賞                       |
| 2021 | スペルマロン       | せん7 | だるま夕日賞・二十四万石賞・福永洋一記念・トレノ賞・建依別賞・珊瑚冠賞・黒潮マイルチャンピオンシップ |
| 2022 | ガルボマンボ       | 牡3   | 高知優駿・黒潮菊花賞・高知県知事賞                                                                   |
| 2023 | ユメノホノオ       | 牡3   | 土佐春花賞・黒潮皐月賞・高知優駿・黒潮菊花賞・土佐秋月賞・高知県知事賞                               |
| 2024 | ヘルシャフト       | 牡7   | 黒潮スプリンターズカップ・御厨人窟賞・トレノ賞・建依別賞                                             |

## 高知競馬を取り巻く状況
1985年の競馬場移転の際、旧競馬場跡地の売却代金で支払いきれなかった新競馬場建設費用約80億円とその利子を、組合が「競馬場借り上げ料」名目で毎年約5億円(支払いの際に銀行から借りたため利子も含む)ずつ負担し続けたこと、さらに競馬が雇用確保と同和対策の場として利用されたことに加え、景気低迷やアラブ競馬縮小などに伴う売り上げ不振が重なり、2003年には88億円の負債を抱えることとなった。
2003年以降は、負債を清算することと引き換えに、「これ以上赤字が増えれば廃止」という条件が課せられている。このため、組合は、売上高に応じて賞金や各種手当て、運営費などを削減し、賞金や各種手当てを全国の競馬場の中でも最低クラスに抑え込んだ緊縮体制に移行した。この緊縮ぶりは騎手・調教師の収得賞金額（5着以内で得られる賞金）にも影響し、2007年リーディングジョッキーの赤岡修次は高知競馬での年間収得賞金は3027万円であったが、JRAで2日間騎乗し2勝挙げるなどした際に得た収得賞金額は3100万円であった。
このような経営状況を逆手にとって「連敗馬」ハルウララを売り出したり、窮余の一策としてダートグレード競走・黒船賞の開催のために「かいばおけ支援金」を募ったりするなど、批判を浴びるような奇手も交えて経営再建に取り組んできたが、経営状態の悪化を根本的に解決するには至らず、2008年にはついに赤字に転落した。
しかし、雇用の確保を目的に、2003年の負債精算の際に確保した「財政調整基金」を取り崩すことで存続が認められた（なお、この「財政調整基金の取り崩し」は、兵庫県競馬組合などでも実施している）。財政調整基金の残高も1億円程度しかなく、廃止の危機が続いていたが、2012年10月から始まったJRAのIPATでの地方競馬の発売開始、夜さ恋ナイター、一発逆転ファイナルレースなどの好評によりインターネット投票による売り上げが大幅に増加し、廃止の危機を脱すると共に、賞金の大幅な増額が見られるようになっている。
2016年には1991年の売得金レコード（約220億円）を26年ぶりに更新する253億3177万4200円を達成した。その後、5年連続で年間売上レコードを更新している。
その影響で重賞競走の賞金も軒並み回復し、一例として当地のダービーに相当する高知優駿の場合2000年までは1着賞金300万円だったが翌年から削減の一途を辿り2007年にはついに1着27万円まで減少したものの、2013年から徐々に回復し2017年には1着500万円と過去最高額を更新、2022年にはついに1着1600万円と南関東、兵庫に次ぐ3番目の金額に達した。また、古馬最下級C3級の1着賞金が2022年度から60万円になり、全地方競馬中で南関東に次いで2番目に高い水準になった。